# Ba con thỏ

Biểu tượng Ba con thỏ trên huy hiệu

Ba con thỏ (Three hares) là một mô típ trang trí hình tròn lồng hình tam giác xuất hiện ở các địa điểm linh thiêng từ Trung Đông và Viễn Đông đến tận các nhà thờ ở Devon thuộc nước Anh (với tên gọi "Những chú thỏ thiếc") và còn được thấy ở các giáo đường lịch sử ở châu Âu. Nó được sử dụng như một vật trang trí kiến trúc, một biểu tượng tôn giáo (Khi được sử dụng trong các nhà thờ Thiên chúa giáo, nó được cho là biểu tượng của Chúa Ba Ngôi), và trong các tác phẩm nghệ thuật hiện đại khác Bản thân biểu tượng Ba con thỏ là khá đơn giản, đó là ba con thỏ rừng hay thỏ nhà được sắp xếp theo một hình tam giác sao cho mỗi con dường như có hai tai, mặc dù tổng cộng chỉ có ba cái tai trong thiết kế.
Trong Do Thái giáo, "shafan" trong tiếng Do Thái có ý nghĩa tượng trưng. Mặc dù những thỏ được liệt vào danh sách động vật không phải loài vật thanh sạch (Kosher) trong Kinh Thánh (vì ít nhất chúng bị coi là loài nhai lại và không có móng guốc) nhưng con thỏ có thể mang biểu tượng rất tích cực về nội hàm, giống như sư tử và đại bàng. Học giả người Đức vào thế kỷ XVI là Rabbi Yosef Hayim Yerushalmi coi thỏ là biểu tượng của cộng đồng người Do Thái. Bản sao của Giáo đường Do Thái Chodorow ở Ba Lan (được trưng bày tại Bảo tàng Cộng đồng Do Thái ở Tel Aviv) dưới trần nhà với một bức tranh lớn ở giữa mô tả một con đại bàng hai đầu dùng móng vuốt quắp hai con thỏ nâu mà không làm hại chúng.
Thiết kế xuất hiện trong những ngôi chùa Phật giáo cổ trong hang động và trên những tấm vải dệt từ đời nhà Tùy vào khoảng thế kỷ VII và VIII. Nó được chạm khắc ở nhiều nhà thờ ở Anh thời trung cổ và được ghi trên đồng tiền Mông Cổ từ triều đại của Thành Cát Tư Hãn. Biểu tượng này cũng xuất hiện trong các giáo đường cổ ở Ukraina và các thánh đường ở Pháp và Đức. Chưa rõ bằng cách nào mà biểu tượng Ba con thỏ lại trở nên phổ biến hoặc lan truyền rộng rãi, cũng như chưa có sự thống nhất về ý nghĩa của nó. Biểu tượng này có thể có nguồn gốc từ Ba Tư cổ đại, nơi nó được đặc biệt phổ biến dù đó là một phỏng đoán, và những câu chuyện về Ba con thỏ vẫn còn là một bí ấn Nguồn gốc và ý nghĩa ban đầu của nó là không chắc chắn, cũng như lý do tại sao nó xuất hiện ở những địa điểm đa dạng như vậy.